# Chasing the Sun (Hilary Duff)
Chasing the Sun è un brano della cantante statunitense Hilary Duff, pubblicato il 29 luglio 2014 ed estratto come primo singolo dal suo quinto album. È stato scritto da Colbie Caillat, Jason Reeves e Toby Gad, l'ultimo dei quali ha anche prodotto il brano. Si tratta del primo singolo della cantante, dopo il passaggio dalla Hollywood Records alla RCA Records, attraverso un nuovo contratto discografico, annunciato il 28 marzo 2014 dalla cantante stessa.
Ai Teen Choice Awards 2014 la Duff rivela che Chasing the Sun è un singolo realizzato solo per i fan, motivo per cui non è stata fatta nessuna promozione per esso. Il vero singolo che anticipa l'uscita dell'album è All About You. L'intento della casa discografica, pubblicando Chasing the Sun, era quello di testare l'opinione del pubblico e di vederne il responso. Il videoclip ha superato le 16 milioni di visualizzazioni dopo solo due settimane dalla sua pubblicazione.

## Il video musicale
Il video musicale del singolo è stato girato da Declan Whitebloom e pubblicato sul canale Vevo di Hilary Duff il 29 luglio.
Nel video, la cantante interpreta un'impiegata frustrata e stanca, a causa del suo lavoro, che sogna di essere su una spiaggia con un bel ragazzo, interpretato dall'attore Daniel Sobieray. Nel video si alternano scene in ufficio con scene sulla spiaggia, legate tra di loro attraverso azioni bizzarre e divertenti (l'incontro con il suo uomo si trasforma in uno scontro con un vetro, il lancio di una palla diventa il lancio di un criceto in gabbia).

## Recensioni
Jason Scott, del sito PopDust, ha elogiato il nuovo singolo della Duff per "aver mostrato un lato più maturo della cantante, senza avere abbandonato completamente le sue radici".
Jeff Benjamin, del network televisivo statunitense Fuse, ha dato al singolo una recensione mista apprezzando l'arrangiamento musicale, ma affermando che la parte cantata mostra la stessa cantante che ha fatto innamorare migliaia di adolescenti durante i primi anni del 2000.